# Parque Natural das Serras de Aire e Candeeiros
O Parque Natural das Serras de Aire e Candeeiros é uma área protegida e tem por objectivo a protecção dos aspectos naturais assim como a defesa do património arquitectónico existente na Serra de Aire e na Serra dos Candeeiros; possui uma área de 38 900 hectares.
Marcando a fronteira entre as províncias da Beira Litoral, do Ribatejo e da Estremadura (sub-região do Oeste), abrange os municípios de Alcobaça e Porto de Mós (no distrito de Leiria) e Alcanena, Rio Maior, Santarém, Torres Novas e Ourém (no distrito de Santarém).

## Geografia
O parque está enquadrado no Maciço Calcário Estremenho, abrangendo as duas serras que lhe dão o nome e ainda o planalto de Santo António e o planalto de São Mamede. Pode dizer-se que o parque abrange 4 unidades morfológicas de altitude:
1. Planalto de Santo António (a sul e centro)
2. Serra dos Candeeiros (a oeste)
3. Planalto de São Mamede (a norte)
4. Serra de Aire (a leste)

Derivado das movimentações tectónicas e da modelação do terreno, estas unidades encontram-se delimitadas por unidades geológicas resultantes da formação de falhas: depressão de Alvados, polje de Mira-Minde e depressão da Mendiga.

## Clima
A área abrangida pelo parque encontra-se numa situação de transição entre influências mediterrâneas e atlânticas. Por ano, o número de horas de sol descoberto é de cerca de 2350 a 2600 horas. O valor mensal de insolação poderá ser três vezes maior no Verão, em relação aos meses de Inverno.
No que diz respeito à ocorrência de precipitação anual, esta varia entre 900 mm e 1300 mm. Durante cerca de dois a três meses do ano, poderão ocorrer geadas, normalmente entre o fim do Outono e o fim do Inverno.

## Geologia

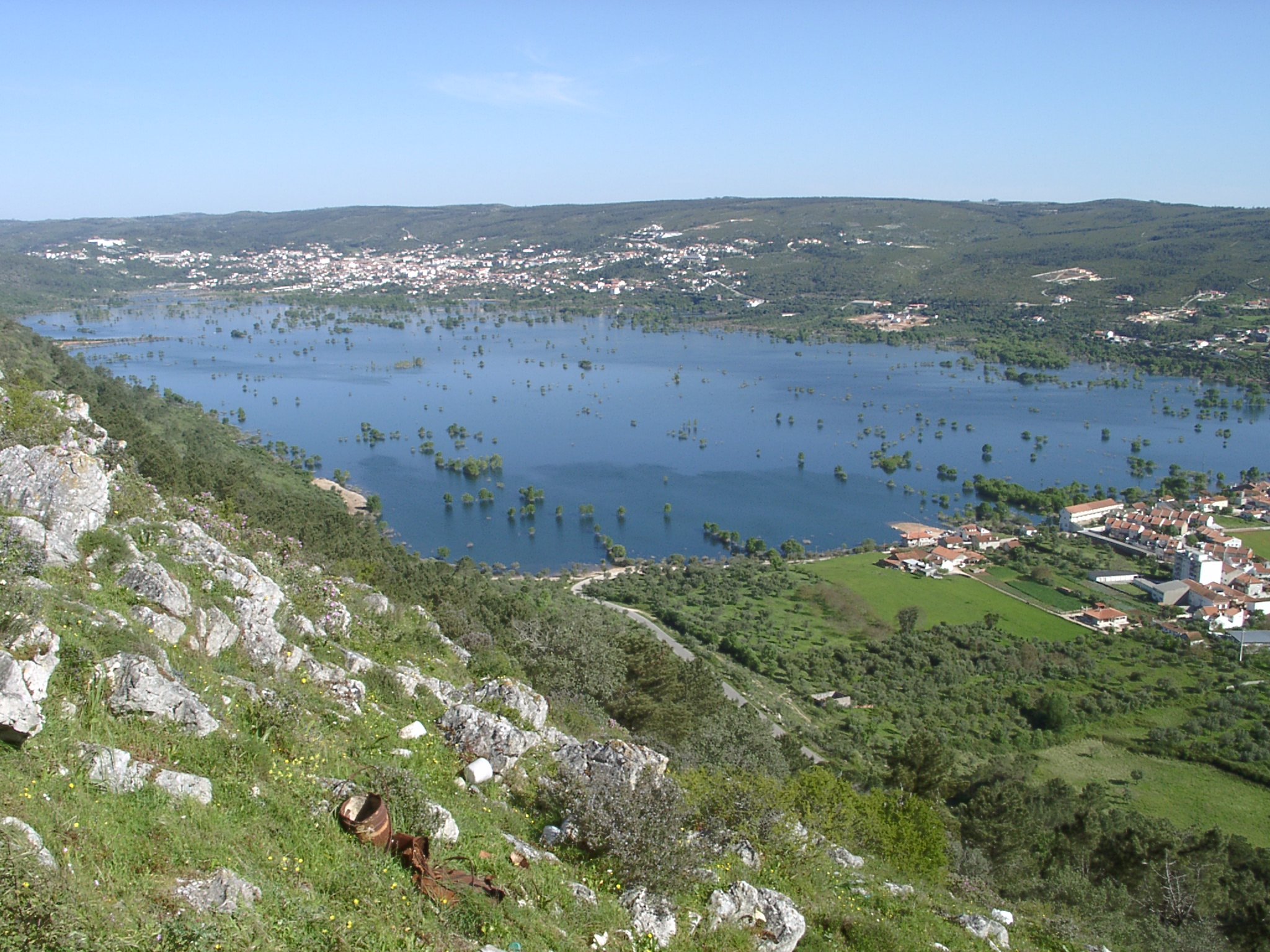
Polje de Mira-Minde inundado.

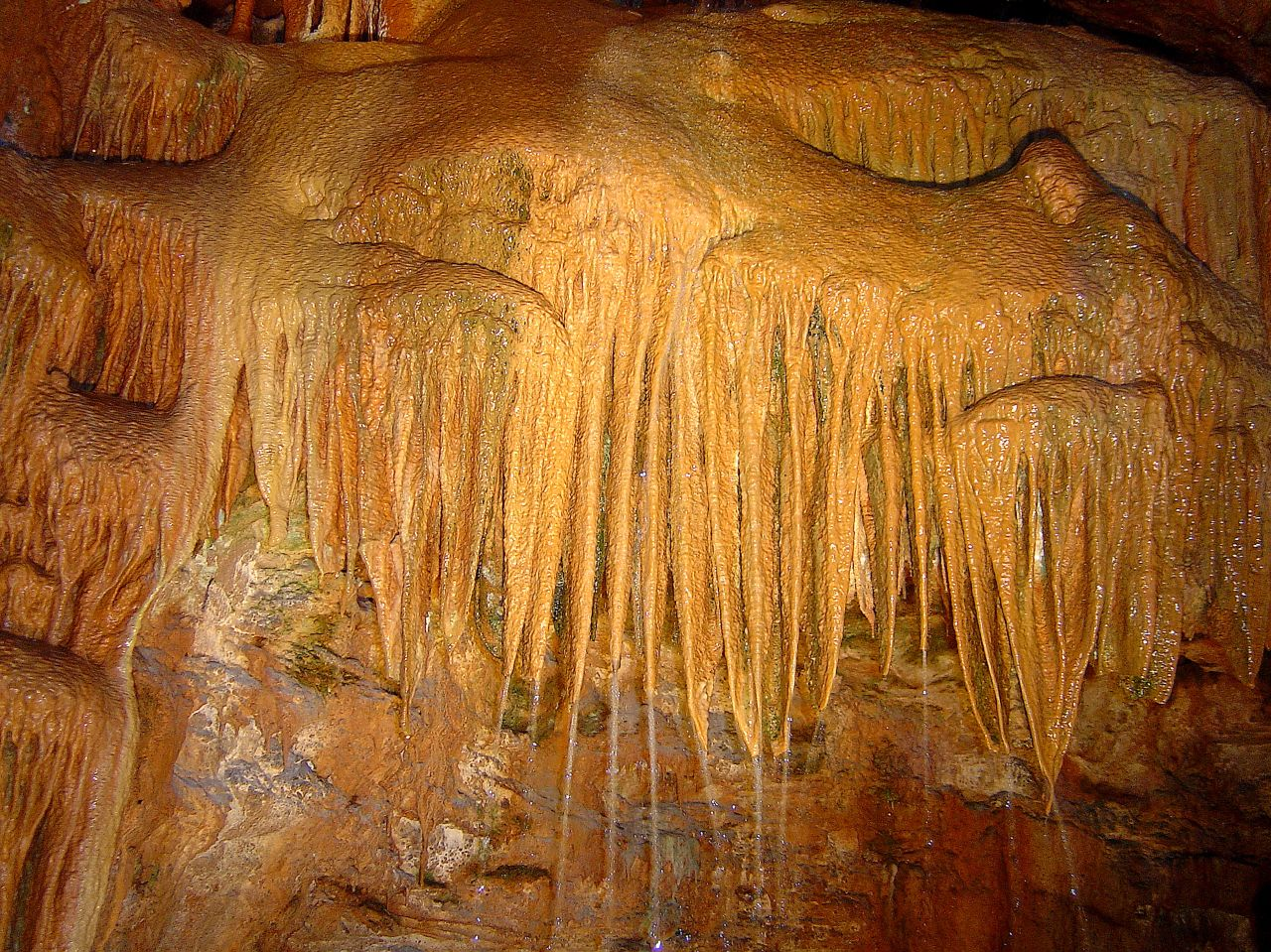
As Grutas de Mira de Aire.

A rocha é um elemento sempre presente na paisagem do Parque Natural das Serras de Aire e Candeeiros que ocupa mais de dois terços do Maciço Calcário Estremenho (no Maciço Calcário Mesozóico) que é a mais importante zona calcária de Portugal.
Ao longo do tempo, através de processos geomorfológicos, os elementos naturais foram modelando a rocha, sobretudo de origem calcária, dando origem a mais de mil e quinhentas grutas. À superfície, outros elementos geológicos de relevo são os algares, os campos de lapiás, as dolinas, as uvalas e os poljes. O Maciço, como qualquer formação montanhosa, teve origem nos movimentos tectónicos da crosta terrestre que, após milhares de anos de movimentações das placas continentais e oceânicas, emergiu da superfície.
- Poljes:
  - Polje de Minde
  - Polje de Alvados
  - Polje de Mendiga
- Dolinas:
  - Dolinas de Arrimal

Uma grande parte das estruturas geológicas existentes teve a sua origem no Jurássico Médio. Outras, de génese mais recente, são constituídas por materiais detríticos e sedimentares. É de referir ainda a presença de terra rossa, sobretudo em zonas de depressão.
Possui ainda das poucas salinas de origem não marinha existentes em Portugal. De especial relevo as salinas da Fonte da Bica, localizadas em Rio Maior.

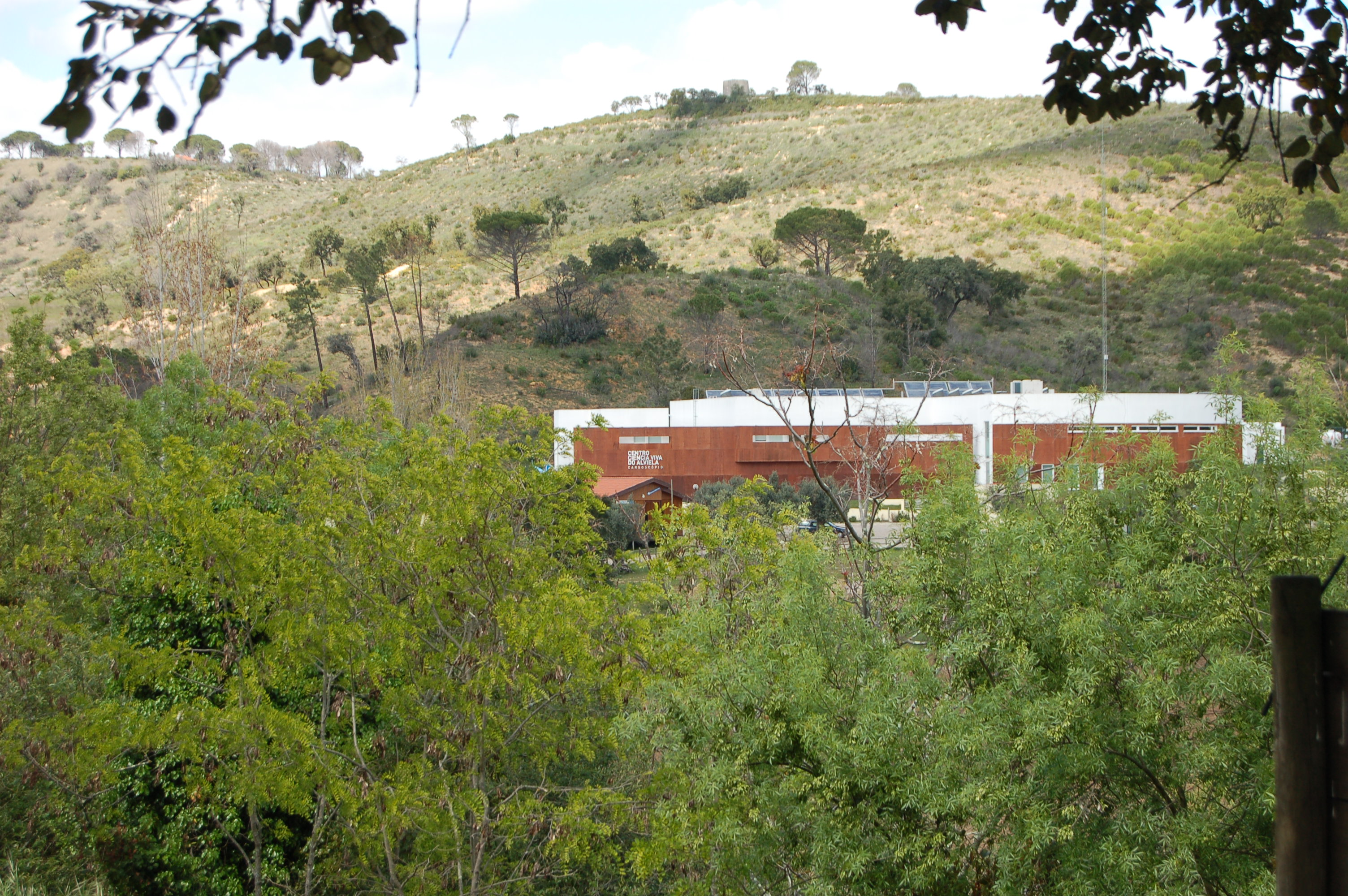
Centro Ciência Viva do Alviela - CARSOSCÓPIO.

### Recursos hídricos
A água, pouco visível à superfície, abunda no subsolo, fazendo desta zona um dos maiores, ou mesmo o maior reservatório subterrâneo de água doce do país; este reservatório que vai de Rio Maior até Porto de Mós e conta com cerca de sessenta e cinco mil hectares, é alimentado principalmente pela chuva que, infiltrando-se rapidamente no subsolo, forma ribeiras subterrâneas, restituindo depois o excedente à superfície, formando uma nascente cársica como é o caso das nascente dos Olhos de Água do Alviela, a mais importante de todas e alvo de captação por parte da EPAL para fornecimento de água a Lisboa desde 1880.

## Biodiversidade

### Fauna

#### Mamíferos
Devido à existência de grande quantidade de grutas e outro tipo de cavidades rochosas, não é de estranhar que existam no parque algumas espécies de morcegos. Cabe salientar a presença das seguintes:
- Morcego-de-peluche Miniopterus schreibersii
- Morcego-lanudo Myotis emarginatus - (único local de reprodução no país)
- Morcego-de-ferradura-mediterrânico Rhinolophus euryale

As espécies de morcego permitem a subsistência de uma fauna específica nas cavidades rochosas em que se refugiam. São eles que fornecem alimento (em forma de matéria orgânica: fezes e outros) a esta fauna cavernícola (crustáceos, aracnídeos e vários tipos de vermes).
Para além das diversas espécies de morcegos, podem também observar-se as seguintes espécies de mamíferos:
- Geneta Genetta genetta
- Raposa Vulpes vulpes
- Javali Sus scrofa
- Texugo Meles meles
- Sacarrabos Herpestes ichneumon
- Gato-bravo Felis silvestris
- Coelho bravo (Oryctolagus cuniculus).

Apesar de relativamente raro na região, o Corço Capreolus capreolus pode ser encontrado em algumas áreas do parque.

#### Aves
Derivado da heterogeneidade dos habitats existentes no parque, não é de estranhar a existência de uma diversidade de aves que se encontram adaptadas a condições particulares.
- Gralha-de-bico-vermelho Pyrrhocorax pyrrhocorax, que nidifica somente nas inúmeras cavidades rochosas existentes no parque. Esta espécie também está dependente da existência de sistemas agro-pastoris, cada vez mais raros devido ao abandono progressivo das práticas agrícolas.
- Bufo-real Bubo bubo
- Águia de asa redonda Buteo buteo
- Águia de Bonelli Hieraaetus fasciatus
- Águia cobreira Circaetus gallicus
- Corvo Corvus corax
- Gavião Accipiter nisus
- Peneireiro Falco tinnunculus
- Coruja das torres Tyto alba
- Águia Calçada Hieraaetus pennatus
- Ógea Falco subbuteo
- Coruja do mato Strix aluco
- Mocho galego Athene noctua
- Gralha-de-bico-vermelho Pyrrhocorax pyrrhocorax

#### Répteis
- Fura-mato ou cobra-de-pernas-tridáctila Chalcides chalcides
- Víbora-cornuda Vipera latastei  (presente em habitats rochosos)

Nos ambientes aquáticos ocorrem ainda duas espécies de cobras-de-água:
- Cobra-de-água-de-colar Natrix natrix
- Cobra-de-água-viperina Natrix maura

#### Anfíbios
O parque alberga uma quantidade apreciável de espécies de anfíbios (cerca de treze), que dependem da existência de charcos temporários e de lagoas (ex.: Lagoa de Alvados) para a sua reprodução.
Algumas das espécies de anfíbios existentes no parque são:
- Salamandra-de-fogo Salamandra salamandra
- Salamandra-de-costelas-salientes Pleurodeles waltl
- Tritão-marmoreado Triturus marmoratus
- Sapo-de-unha-negra Pelobates cultripes

A grande diversidade biológica é sustentada pela existência de uma heterogeneidade de habitats. Os principais são os habitats aquáticos, rochosos e os arrelvados calcícolas.

#### Insectos e outros invertebrados

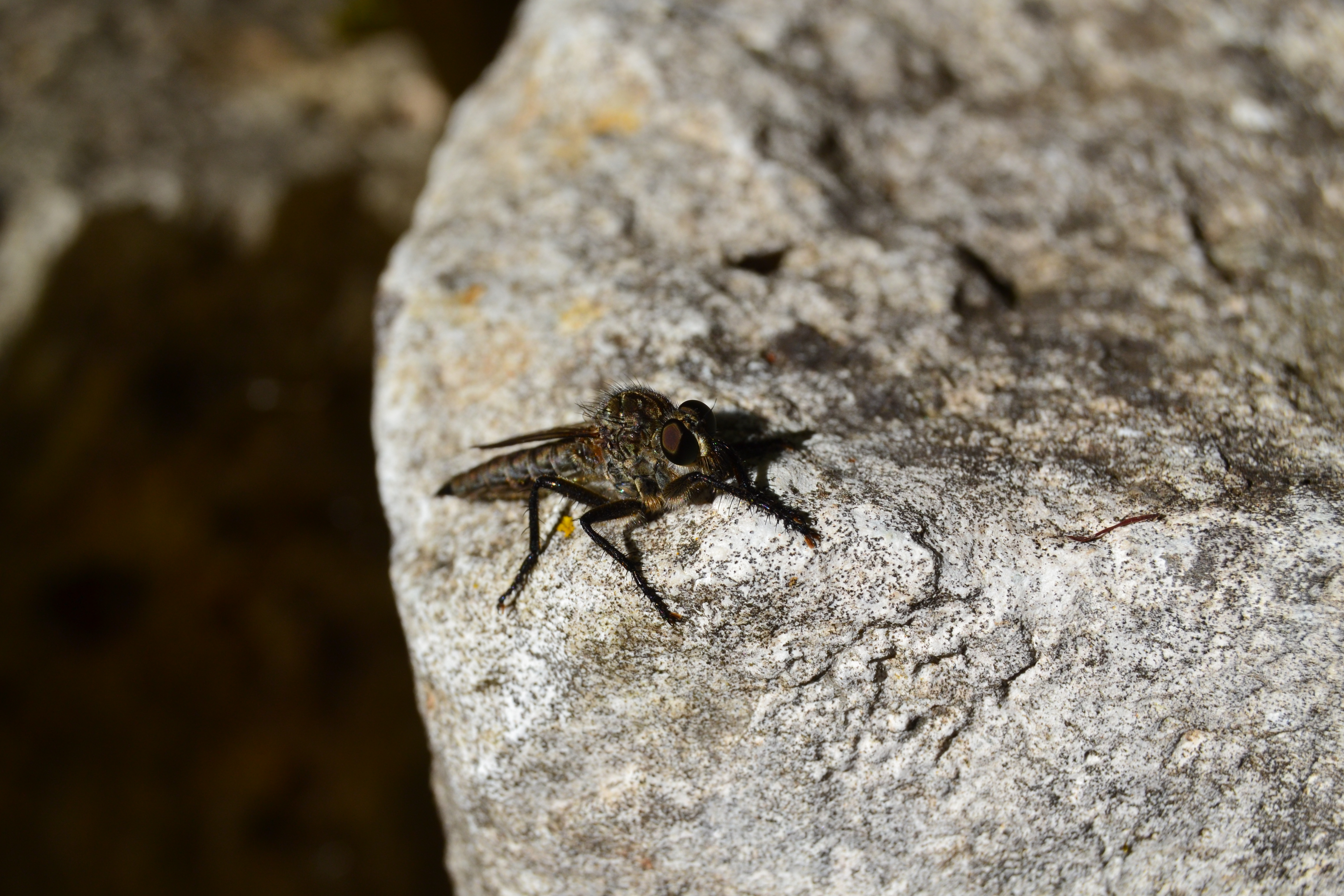

Este parque constitui um dos melhores locais em Portugal onde se podem observar muitas espécies de insectos associados a zonas calcárias e habitats calcícolas pela sua extensão e diversidade de locais. Assim, estão reconhecidas mais de 300 espécies de borboletas (Lepidoptera) entre as quais a rara Branca-Portuguesa (Euchloe tagis) cuja população aqui é a mais a Norte em Portugal; a Cupido lorquinii e a Crocallis auberti.

#### Fauna cavernícola
A grande particularidade deste Parque Natural, prende-se com o facto de albergar espécies endémicas de vida subterrânea. Estes animais denominados troglóbios, vivem exclusivamente no ecossistema subterrâneo, composto pelas grutas e fissuras ao longo dos calcários. Conhecem-se três espécies de escaravelhos cavernícolas do género Trechus: Trechus machadoi, Trechus gamae e Trechus lunai, endémicas da zona calcária incluída no Parque Natural das Serras d'Aire e Candeeiros. É também de salientar, que este é o único local do mundo habitado pela aranha cavernícola Nesticus lusitanicus.

### Flora
Mais de seiscentas espécies vegetais podem ser encontradas no parque — o que representa cerca de um quinto do total das espécies em Portugal — e muitas delas não se encontram em mais nenhum local (são endemismos). Para além de 25 espécies diferentes de orquídeas, podem encontrar-se o narciso, o alecrim, a pimenteira, o carvalho ou a azinheira, entre muitas outras. A maior parte da superfície do Parque é ocupado por matagais, muitos deles considerados na Rede Natura 2000 como um tipo de habitat prioritário e exemplos únicos no mundo. Ao longo dos tempos, o coberto florestal original foi sendo substituído por outros tipos de vegetação. Actualmente ainda existem relíquias do coberto vegetal primitivo, sobretudo sob a forma de carvalhais constituídos por carvalho-cerquinho (Quercus faginea).
A zona do parque está sujeita, com menor ou maior intensidade, a fogos florestais. Muitas das espécies botânicas existentes estão dotadas de características que lhes permitem sobreviver mais adequadamente ao fogos. Algumas delas, como é o caso das orquídeas, têm a sua floração estimulada quando ocorre este tipo de evento.

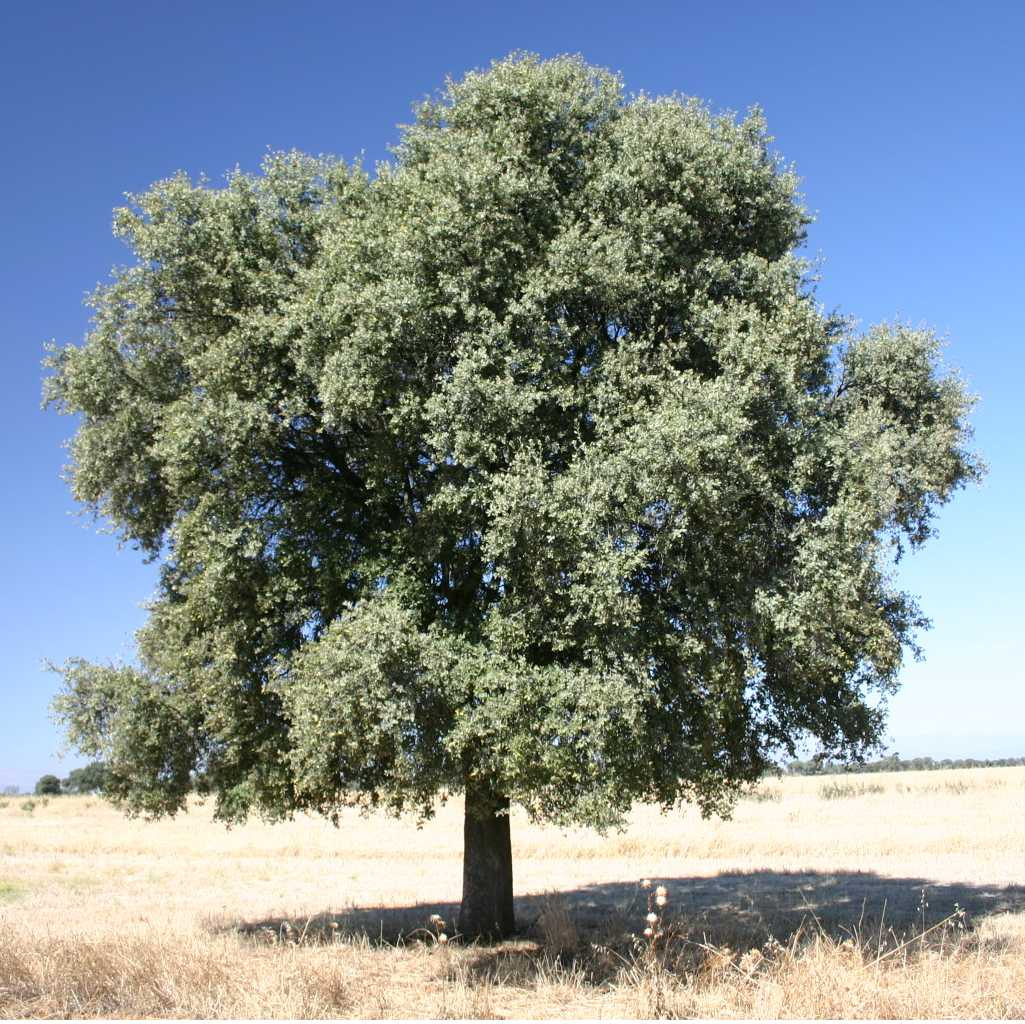
Azinheira
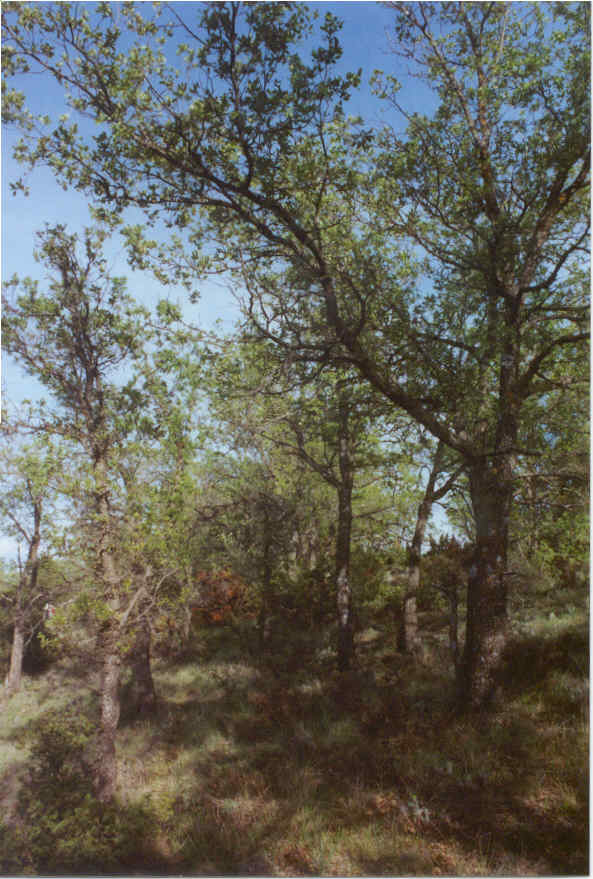
Carvalho-português
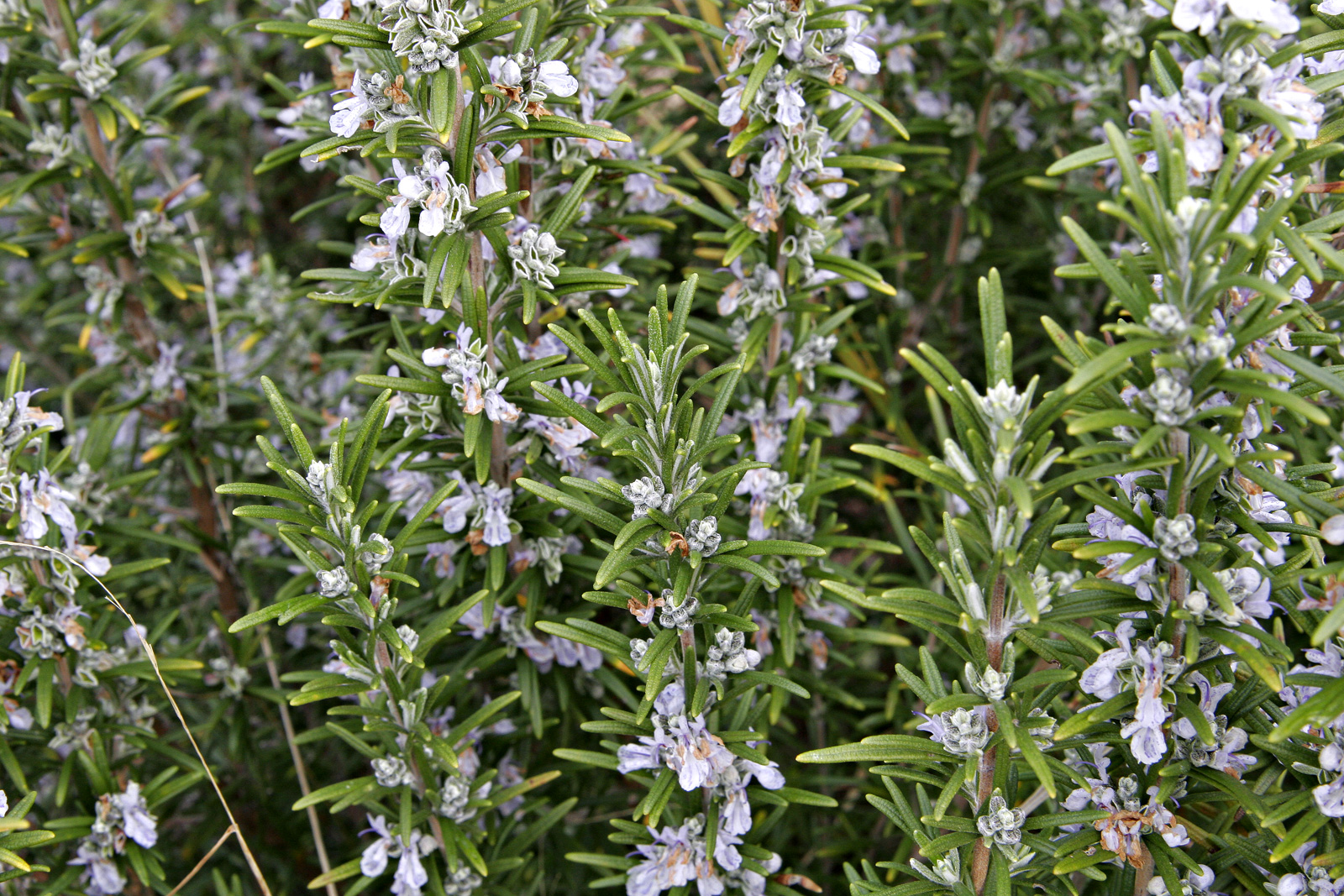
Alecrim

## Património

### Pegadas de dinossáurios

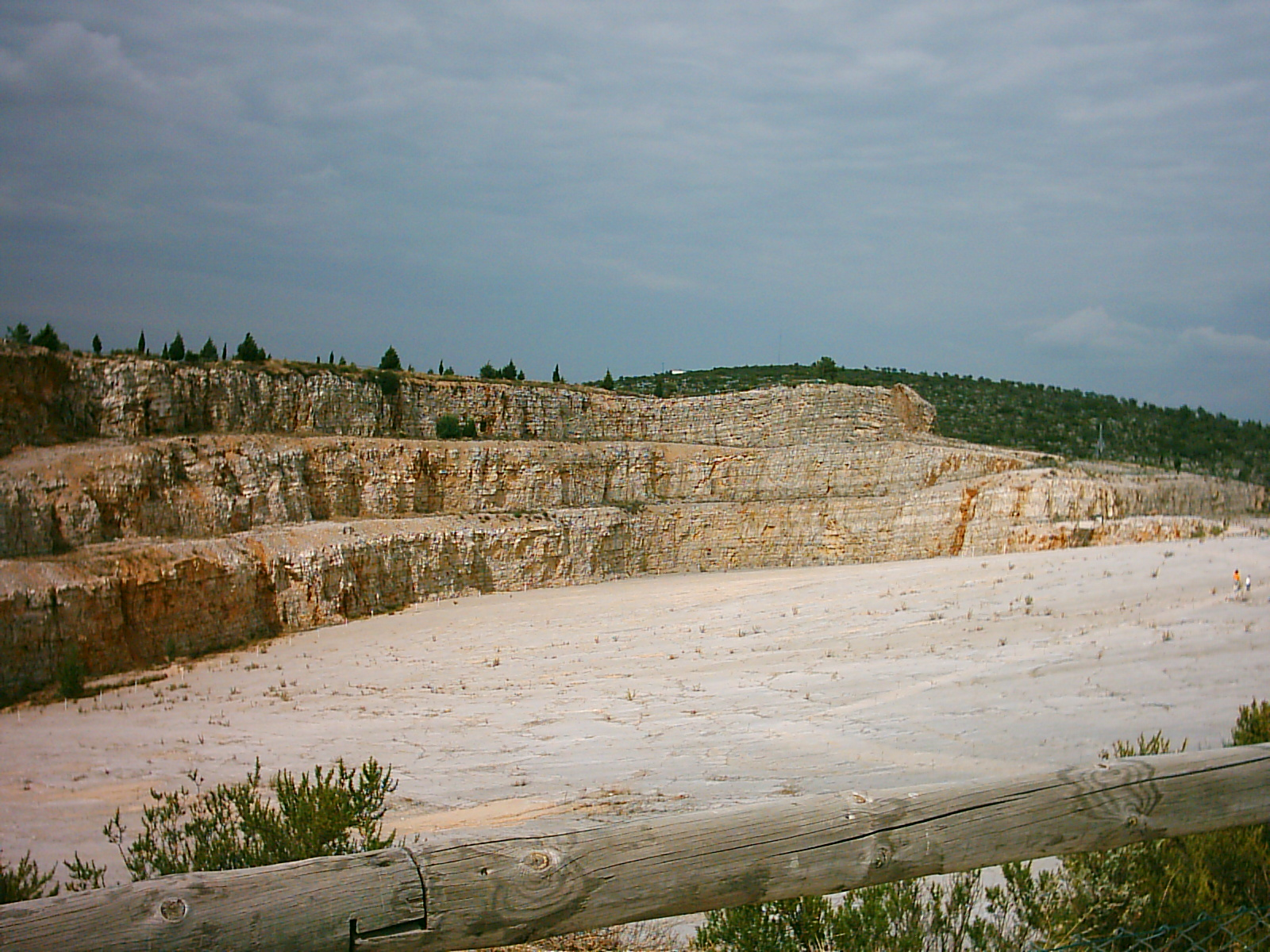
Vista da pedreira

O Monumento Natural das Pegadas de Dinossáurios da Serra de Aire, mais conhecido apenas por Pegadas da Serra de Aire foi criado em 1996. Situa-se na Serra de Aire, no concelho de Ourém e ocupa uma área de cerca de 20 hectares.
Antes de terem sido descobertas as pegadas, em 2 de Julho de 1994, por Ricardo Matos da Silva, João Pedro Falcão e João Carvalho, funcionava aí uma pedreira (Pedreira do Galinha). Realizaram-se depois alguns estudos que culminaram na classificação como Monumento Natural.
Possui 20 trilhos de saurópodes, com uma idade de 175 milhões de anos. São os trilhos de saurópodes maiores, mais antigos e dos mais nítidos que se conhecem.

## Polje de Mira-Minde

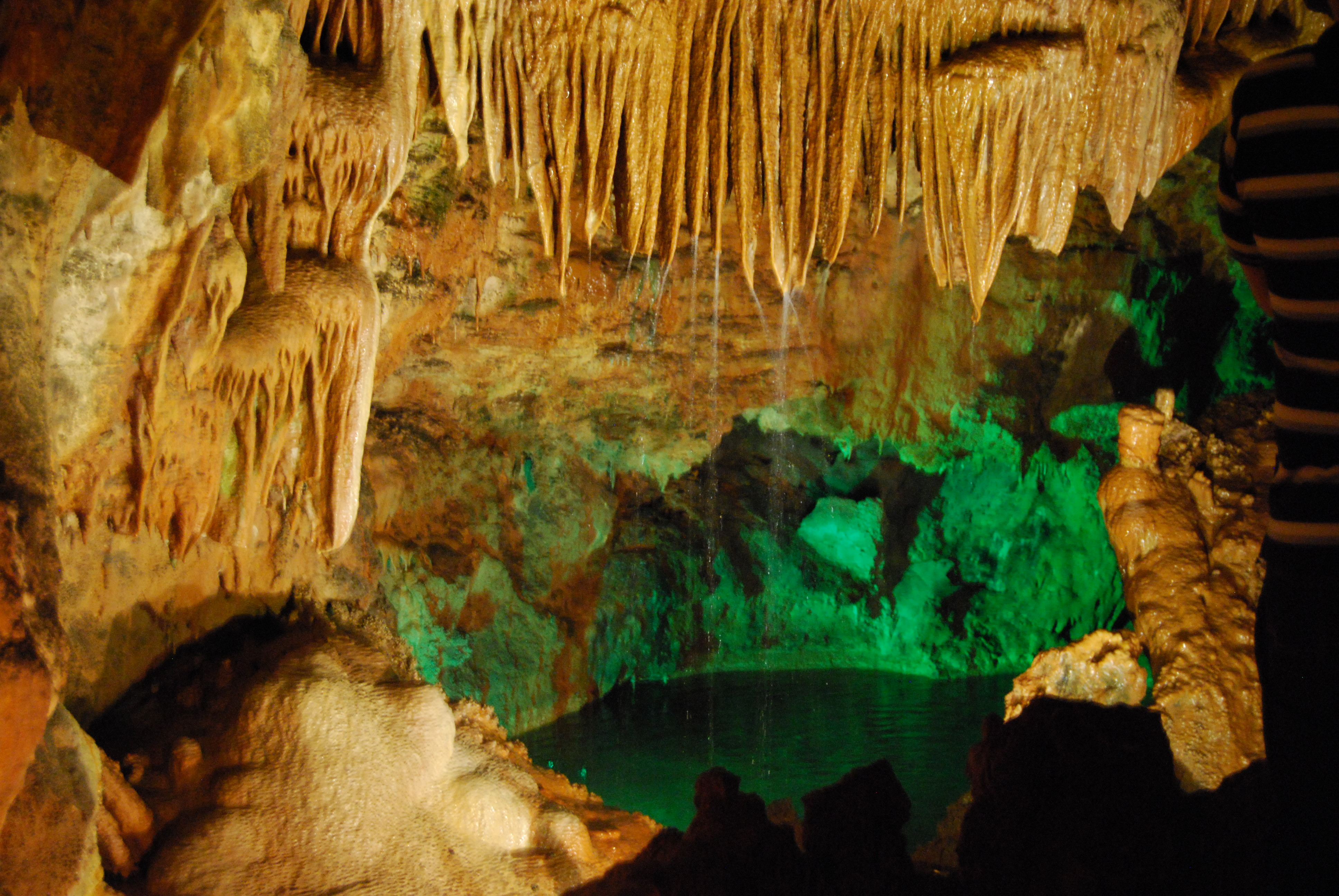
Gruta de Mira D'Aire, Serra de Aire, Portugal

O Polje de Minde foi incluído Lista das Terras Húmidas de Importância Internacional, em 2 de dezembro de 2005, na  no âmbito da Convenção de Ramsar. Trata-se de uma depressão cársica que, nos anos de maior pluviosidade, fica inundada durante vários meses.

### Cavidades cársicas
Na área do Parque Natural das Serras de Aire e Candeeiros estão inventariadas mais de 1500 cavidades, resultantes da infiltração da água através de falhas e diaclases e consequente acção de meteorização química sobre a rocha calcária. Deste processo resulta uma vasta e complexa rede de cursos de água subterrâneos que vai abrindo galerias de desenvolvimento horizontal (grutas) e de desenvolvimento vertical (algares). A água que circula nestas galerias, acaba por depositar o calcário que precipita, originando uma variedade de espeleotemas que se traduzem em formas de grande beleza como estalactites, estalagmites, colunas e mantos calcíticos.

### Cisternas
Devido à natureza calcária do solo, os poços não eram uma opção; essa dificuldade obrigou as populações a inventar outras formas de reter as águas pluviais. As cisternas eram construídas nas reentrâncias das rochas ou em pequenos algares, dada a sua impermeabilidade; nas habitações, a chuva era recolhida dos telhados e transportada para as cisternas através de caleiras.

## Estruturas de apoio

### Centros de interpretação
Tendo em vista o estudo científico e a constituição de pólos de lazer, o Parque instituiu a figura do "Centro de Interpretação":
- Centro de Interpretação Subterrâneo da Gruta do Almonda: localiza-se no Cabeço das Pias (Torres Novas)
- Centro de Interpretação Subterrâneo da Gruta Algar do Pena: o Algar do Pena foi acidentalmente descoberto aquando de actividades de extracção de pedra; tem actualmente a maior cavidade sala conhecida no país.
- Antigo Centro de Interpretação das Nascentes do Alviela, agora Centro Ciência Viva do Alviela - Carsoscópio.

## Cronologia
Segue-se uma cronologia relativa a alguns enquadramentos legais que afectam o parque:
- Criação do parque a 4 de Maio de 1979 pelo Decreto-Lei Nº 118/79
- Aprovação do Plano de Ordenamento e do Regulamento do PNSAC a 12 de Janeiro de 1988 pela Portaria Nº 21/88
- Regulamento de Construções, aprovado no Conselho Geral do Parque a 20 de Junho de 1990: tem como objectivo a gestão e controlo do espaço construído.
- Resolução do Conselho de Ministros nº 76/00, de 5 de Julho: criação do Sítio "Serras de Aire e Candeeiros" (para integração como  Sítio de Interesse Comunitário na rede Natura 2000) .